# Iranduba (ort)
Iranduba är en ort i delstaten Amazonas i norra Brasilien. Den är centralort i en kommun med samma namn, och folkmängden uppgick till cirka 15 000 invånare vid folkräkningen 2010. Iranduba är belägen vid Amazonfloden, cirka 30 kilometer sydväst om storstaden Manaus.